# Szyldak (gromada)
Szyldak – dawna gromada, czyli najmniejsza jednostka podziału terytorialnego Polskiej Rzeczypospolitej Ludowej w latach 1954–1972.
Gromady, z gromadzkimi radami narodowymi (GRN) jako organami władzy najniższego stopnia na wsi, funkcjonowały od reformy reorganizującej administrację wiejską przeprowadzonej jesienią 1954 do momentu ich zniesienia z dniem 1 stycznia 1973, tym samym wypierając organizację gminną w latach 1954–1972.
Gromadę Szyldak z siedzibą GRN w Szyldaku utworzono – jako jedną z 8759 gromad na obszarze Polski – w powiecie ostródzkim w woj. olsztyńskim na mocy uchwały nr 22 WRN w Olsztynie z dnia 4 października 1954. W skład jednostki weszły obszary dotychczasowych gromad Durąg, Grabin, Ostrowin i Szyldak ze zniesionej gminy Szyldak w tymże powiecie. Dla gromady ustalono 16 członków gromadzkiej rady narodowej.
1 stycznia 1960 do gromady Szyldak włączono wsie Rychnowo i Rychnowska Wola oraz kolonię Okoniak ze zniesionej gromady Rychnowo w tymże powiecie.
Gromadę Szyldak zniesiono 22 grudnia 1971, a jej obszar połączono ze zniesioną gromadą Gierzwałd, tworząc nową gromadę Rychnowo w tymże powiecie, która przetrwała do końca 1972 roku.